# Séverine Ferrer
Séverine Ferrer (Montpellier, 31 ottobre 1977) è una cantante francese, di origine vietnamita, italiana e "réunionaise".
Cresce nell'Isola della Riunione diventando una celebrità locale. Nel 1991 segue la famiglia a Parigi, dove prosegue la sua carriera di artista.
Successivamente si stabilisce nel Principato di Monaco, che rappresenta all'Eurovision Song Contest 2006 con la canzone La Coco Dance, che tuttavia non supera le semifinali classificandosi 21ª.
È sposata con il giornalista francese Frédéric Mazé ed ha tre figli.